# Khalilou Fadiga
Khalilou Fadiga (Dakar, 1974. december 30. –) szenegáli válogatott labdarúgó.

## Fordítás
- Ez a szócikk részben vagy egészben  a   Khalilou Fadiga című angol Wikipédia-szócikk fordításán alapul.  Az eredeti cikk szerkesztőit annak laptörténete sorolja fel. Ez a jelzés csupán a megfogalmazás eredetét és a szerzői jogokat jelzi, nem szolgál a cikkben szereplő információk forrásmegjelöléseként.